# Iliacantha liodactylus
Iliacantha liodactylus är en kräftdjursart som beskrevs av M. J. Rathbun 1898. Iliacantha liodactylus ingår i släktet Iliacantha och familjen Leucosiidae. Inga underarter finns listade i Catalogue of Life.